# Chiara Leone
Chiara Leone (n. 15 iunie 1998, Rheinfelden⁠(d), cantonul Aargau, Elveția) este o trăgătoare de tir ce a reprezentat Elveția, medaliată olimpică. A participat la o ediție a Jocurilor Olimpice (2024) în care a câștigat o medalie de aur.